# Élections régionales de 2010 en Rhône-Alpes
Pour un article plus général, voir Élections régionales françaises de 2010.

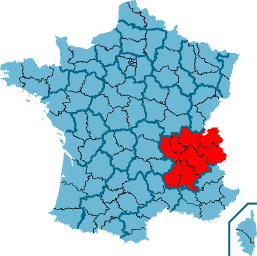
La région Rhône-Alpes.

Les élections régionales ont eu lieu les 14 et 21 mars 2010.

## Mode d'élection
Le mode de scrutin est fixé par le code électoral. Il précise que les conseillers régionaux sont élus tous les six ans.
Les conseillers régionaux sont élus dans chaque région au scrutin de liste à deux tours sans adjonction ni suppression de noms et sans modification de l'ordre de présentation. Chaque liste est constituée d'autant de sections qu'il y a de départements dans la région.
Si une liste a recueilli la majorité absolue des suffrages exprimés au premier tour, le quart des sièges lui est attribué. Le reste est réparti à la proportionnelle suivant la règle de la plus forte moyenne. Une liste ayant obtenu moins de 5 % des suffrages exprimés ne peut se voir attribuer un siège.
Sinon on procède à un second tour où peuvent se présenter les listes ayant obtenu 10 % des suffrages exprimés. La composition de ces listes peut être modifiée pour comprendre les candidats ayant figuré au premier tour sur d’autres listes, sous réserve que celles-ci aient obtenu au premier tour au moins 5 % des suffrages exprimés et ne se présentent pas au second tour. À l’issue du second tour, les sièges sont répartis de la même façon.
Les sièges étant attribués à chaque liste, on effectue ensuite la répartition entre les sections départementales, au prorata des voix obtenues par la liste dans chaque département.

## Contexte régional
Historiquement à droite, le conseil régional bascule pour la première fois de son histoire à gauche en 2004, grâce notamment à une triangulaire avec le Front National. Jean-Jack Queyranne est alors élu président de région par l'assemblée régionale. Candidat à sa succession, il est désigné par les militants socialistes pour conduire la liste régionale du PS.
De son côté, à la suite du succès des élections européennes, qui a vu la liste de Michèle Rivasi devancer celle de Vincent Peillon, Europe Écologie présente une liste autonome au premier tour avec Philippe Meirieu comme tête de liste régionale.
Le Front de gauche est conduit par Élisa Martin. Le Nouveau Parti anticapitaliste et Lutte ouvrière présentent leurs propres listes.
La liste du MoDem est emmenée par Azouz Begag. 
À droite, Françoise Grossetête investie face à Jean-Claude Carle et Étienne Blanc par les militants UMP, a conduit avec succès la liste de la Majorité présidentielle lors des européennes. Elle est à la tête d'une liste regroupant tous les partis membres du Comité de liaison de la majorité présidentielle 
La présence du Front national au second tour (de nouveau emmené par Bruno Gollnisch, qui avait réalisé 18 % au premier tour et 15 % au second tour en 2004), est une des inconnues du scrutin.

## Têtes de liste

### Têtes de liste régionales

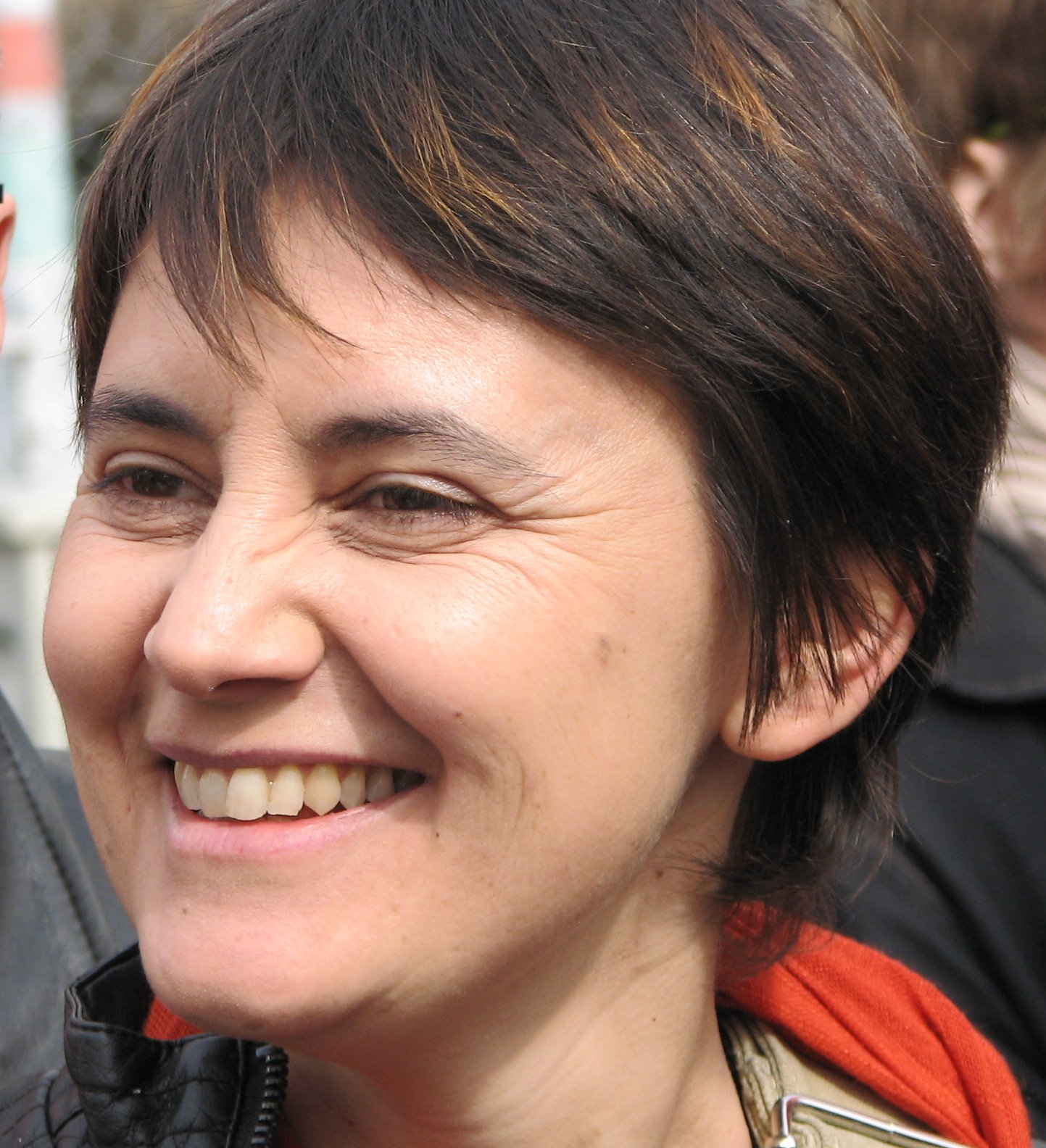
Nathalie Arthaud Candidate LO
Myriam Combet Candidate NPA
Élisa Martin Candidate FG
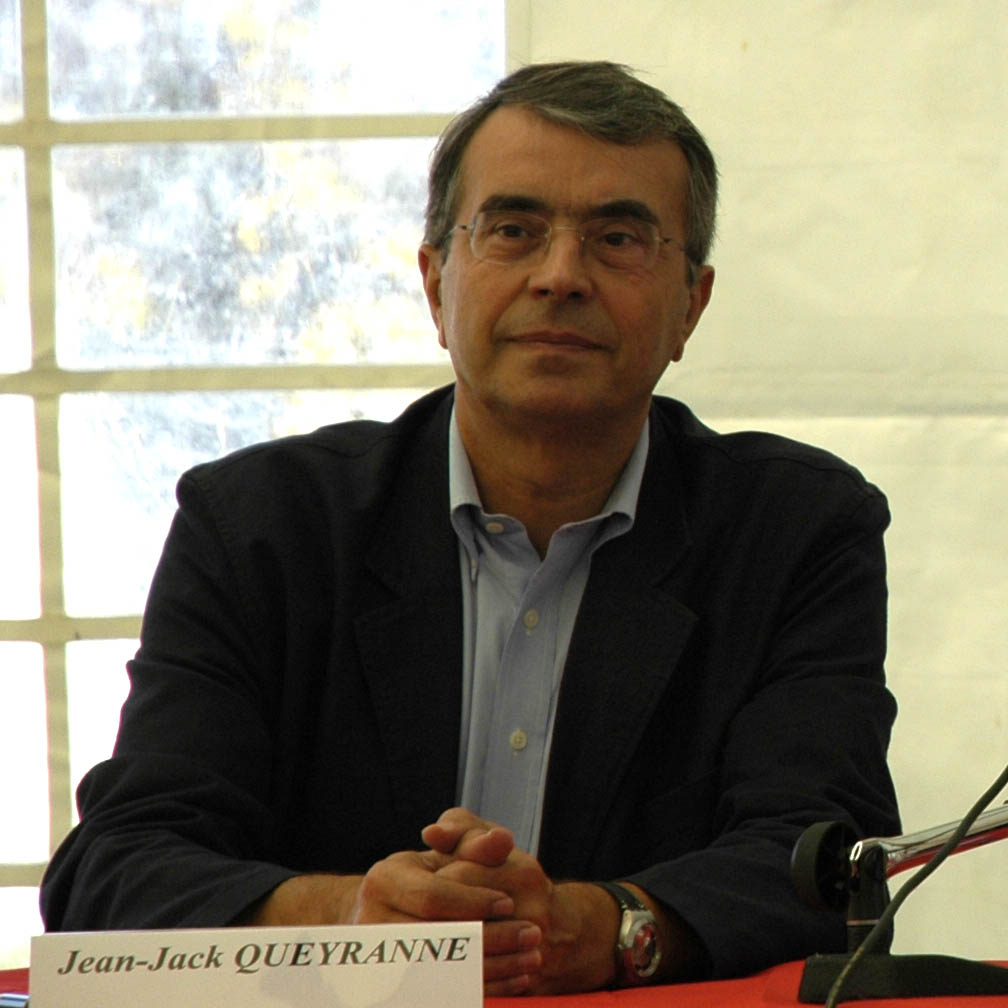
Jean-Jack Queyranne Candidat PS-PRG, président sortant
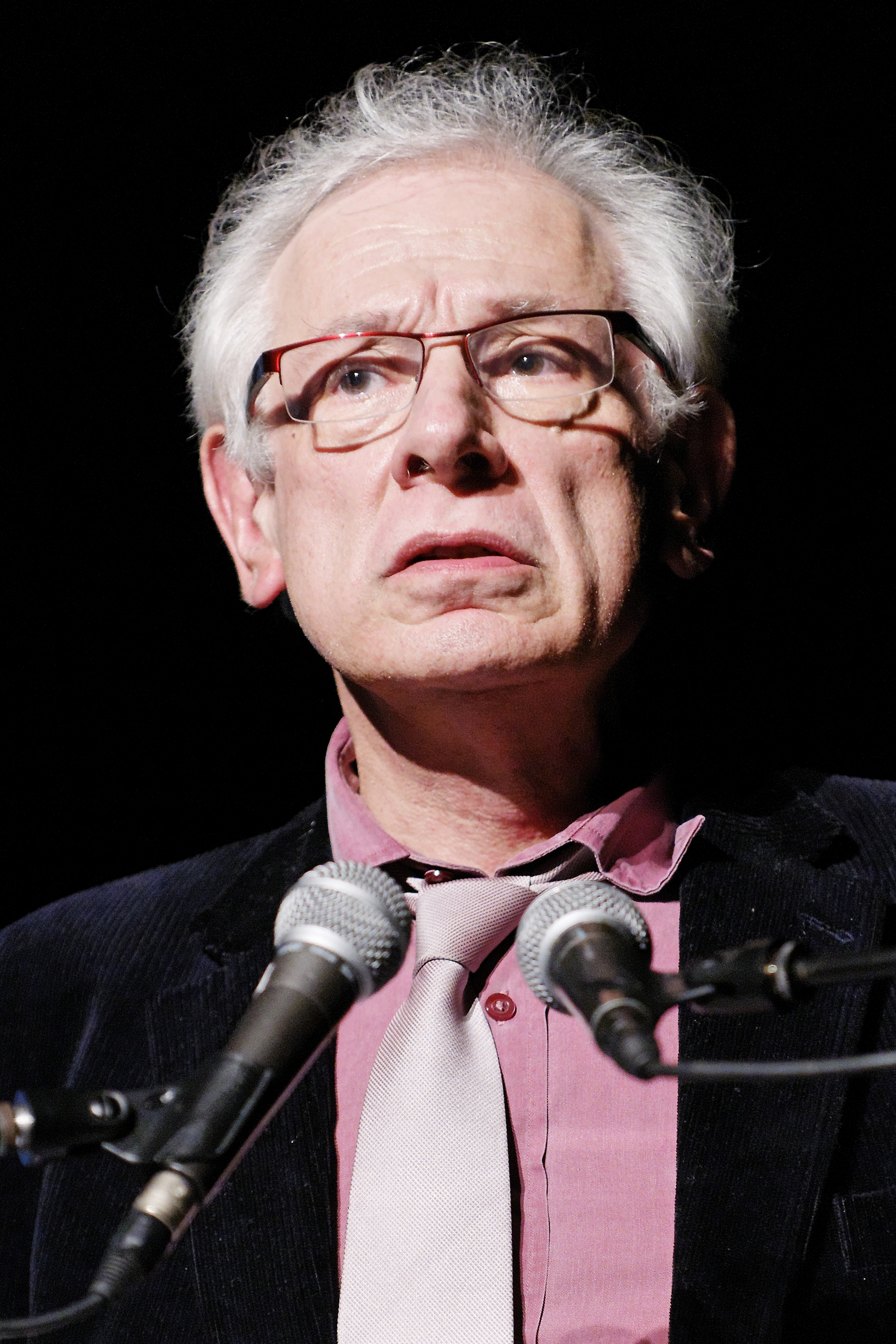
Philippe Meirieu Candidat Europe Écologie.
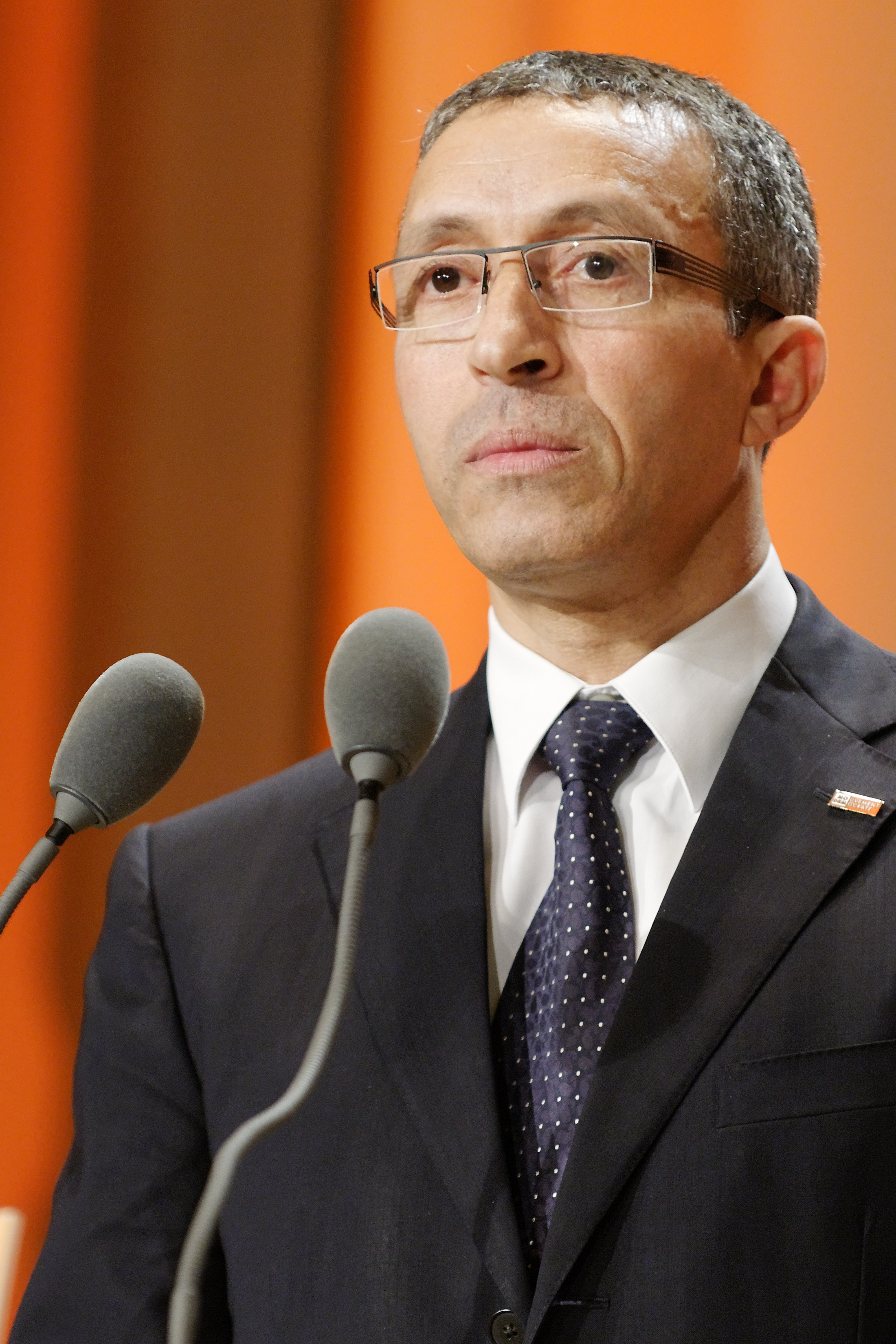
Azouz Begag Candidat MoDem
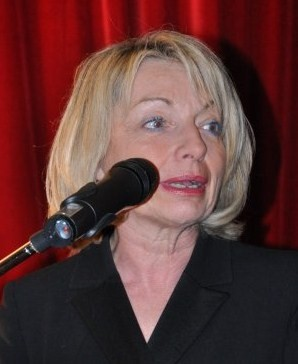
Françoise Grossetête Candidate Majorité présidentielle
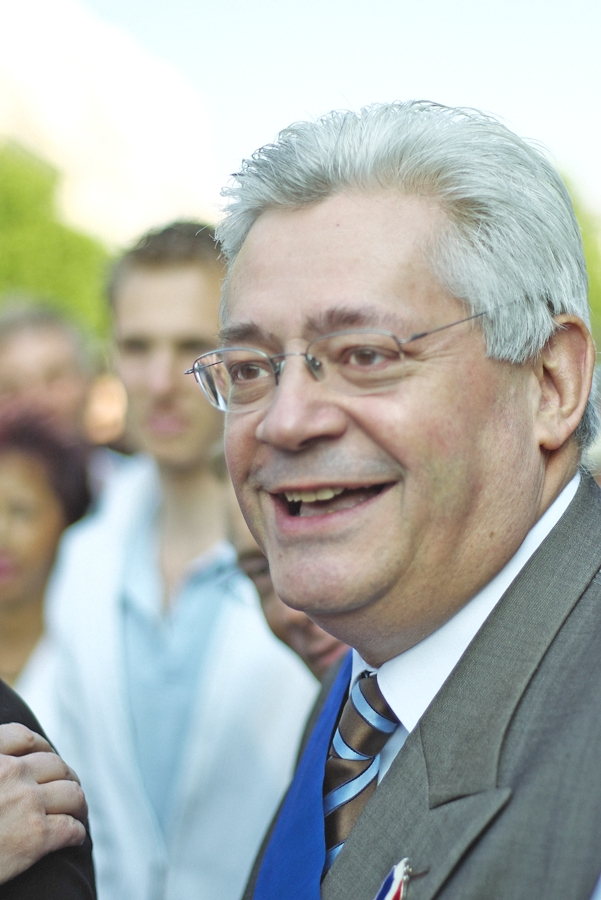
Bruno Gollnisch Candidat FN
Michel Dulac Candidat Opération Spartacus

### Têtes de liste départementales
| Listes | Listes                                     | Ain                              | Ardèche                 | Drôme                         | Isère                       | Loire                           | Rhône                            | Savoie                         | Haute-Savoie                  |
| ------ | ------------------------------------------ | -------------------------------- | ----------------------- | ----------------------------- | --------------------------- | ------------------------------- | -------------------------------- | ------------------------------ | ----------------------------- |
|        | Liste Arthaud (LO)                         | Vincent Goutagny                 | Christophe Marchisio    | Adèle Kopff                   | Chantal Gomez               | André Moulin                    | Nathalie Arthaud                 | Élisabeth Thomas               | Jean-Paul Mace                |
|        | Liste Combet (NPA)                         | Carole Guenard-Gerbaud           | Stéphane Moulain        | Ghislaine Carle               | François Marchive           | Denis Rivier                    | Catherine Faivre-D'Arcier        | Myriam Combet                  | Sébastien Di Nicolantonio     |
|        | Liste Martin (FG & alliés)                 | Katia Philippe (PCF)             | François Jacquart (PCF) | Corinne Morel Darleux (PG)    | François Auguste (PCF)      | Cécile Cukierman (PCF)          | Marie-France Vieux-Marcaud (PCF) | Antoine Fatiga (CGT)           | Gilles Ravache (PCF)          |
|        | Liste Queyranne (PS & alliés)              | Jean-François Debat              | Hervé Saulignac         | Michel Grégoire               | Bernard Soulage             | Jean-Louis Gagnaire             | Jean-Jack Queyranne              | Bernadette Laclais             | Sylvie Gillet de Thorey       |
|        | Liste Meirieu (EE & alliés)                | Alain Chabrolle (société civile) | Olivier Keller (CP)     | Jean-Marie Chosson (Verts)    | Marie-Odile Novelli (Verts) | Lela Bencharif (société civile) | Véronique Moreira (Verts)        | Yves Paccalet (société civile) | Claude Comet (société civile) |
|        | Liste Begag (MoDem)                        | Fabienne Faure                   | Dominique Chambon       | Rosalie Kerdo-Bélibi          | Morad Bachir-Chérif         | Denis Chambe                    | Azouz Begag                      | Marina Ferrari                 | Antoine Vieillard             |
|        | Liste Grossetête (Majorité Présidentielle) | Damien Abad (NC)                 | Mathieu Darnaud (UMP)   | Marie-Pierre Mouton (UMP-Rad) | Fabrice Marchiol (UMP)      | Françoise Grossetête (UMP)      | Nora Berra (UMP)                 | Christian Rochette (UMP)       | Jean-Claude Carle (UMP)       |
|        | Liste Gollnisch (FN)                       | Olivier Wyssa                    | Christian Grangis       | Joël Cheval                   | Maurice Faurobert           | Charles Perrot                  | Bruno Gollnisch                  | Jacques Vassieux               | Dominique Martin              |
|        | Liste Dulac (Opération Spartacus)          | Astrid Chatelet                  | Alain Chatelet          | Guillaume Pouppa              | Éric Silvestrini            | Joël Vachez                     | Michel Dulac                     | Pierre Prividal                | Alain Guillon                 |

## Sondages

### Intentions de vote
La marge d'erreur de ces sondages est de 4,5 % pour 500 personnes interrogées, 3,2 % pour 1000, 2,2 % pour 2000 et 1,6 % pour 4000.

### Premier tour
| Listes | Listes                  | TNS Sofres 29/08/2009 | Viavoice 3/11/2009 | OpinionWay 20/11/2009 | TNS Sofres 9/03/2010 | OpinionWay 11/03/2010 | BVA 11/03/2010 |
| ------ | ----------------------- | --------------------- | ------------------ | --------------------- | -------------------- | --------------------- | -------------- |
|        | Lutte ouvrière          | ---                   | 5 %                | 2 %                   | 2 %                  | 2 %                   | 3 %            |
|        | NPA                     | ---                   | 3 %                | 3 %                   | 2 %                  | 2 %                   | 2 %            |
|        | FG                      | ---                   | 7 %                | 5 %                   | 6 %                  | 6 %                   | 6 %            |
|        | PS et alliés            | 25 %                  | 20 %               | 24 %                  | 25 %                 | 27 %                  | 25 %           |
|        | EE                      | 20 %                  | 22 %               | 16 %                  | 21 %                 | 20 %                  | 19 %           |
|        | MoDem                   | 7 %                   | 8 %                | 8 %                   | 7 %                  | 5 %                   | 5 %            |
|        | Majorité présidentielle | 31 %                  | 27 %               | 28 %                  | 28 %                 | 28 %                  | 28 %           |
|        | FN                      | 8 %                   | 8 %                | 10 %                  | 8 %                  | 9 %                   | 11 %           |
|        | Autres                  | ---                   | ---                | 4 %                   | 1 %                  | 1 %                   | 1 %            |

Notes :
- La catégorie « autres » rassemble les listes de l'Alliance écologiste indépendante, des listes d'extrême droite, divers droite (telle Opération Spartacus), régionalistes, etc.

### Second tour
| Source du sondage | Date de publication | Liste J-J.Queyranne (PS) | Liste F.Grossetête (UMP) | Liste B.Gollnisch (FN) | Liste P.Meirieu (EE) |
| ----------------- | ------------------- | ------------------------ | ------------------------ | ---------------------- | -------------------- |
| TNS Sofres        | 29 août 2009        | XXXXXXXXX58 %XXXXXXXX    | 42 %                     | ---                    | ---                  |
| TNS Sofres        | 29 août 2009        | XXXXXXXXX51 %XXXXXXXX    | 40 %                     | 9 %                    | ---                  |
| OpinionWay        | 20 novembre 2009    | XXXXXXXXX58 %XXXXXXXX    | 42 %                     | ---                    | ---                  |
| OpinionWay        | 20 novembre 2009    | XXXXXXXXX49 %XXXXXXXX    | 39 %                     | 12 %                   | ---                  |
| TNS Sofres        | 9 mars 2010         | XXXXXXXXX62 %XXXXXXXX    | 38 %                     | ---                    | ---                  |
| TNS Sofres        | 9 mars 2010         | XXXXXXXXX57 %XXXXXXXX    | 35 %                     | 8 %                    | ---                  |
| TNS Sofres        | 9 mars 2010         | XXXXXXXXX36 %XXXXXXXX    | 33 %                     | 7 %                    | 24 %                 |
| OpinionWay        | 11 mars 2010        | XXXXXXXXX61 %XXXXXXXX    | 39 %                     | ---                    | ---                  |
| OpinionWay        | 11 mars 2010        | XXXXXXXXX57 %XXXXXXXX    | 34 %                     | 9 %                    | ---                  |
| BVA               | 11 mars 2010        | XXXXXXXXX54 %XXXXXXXX    | 46 %                     | ---                    | ---                  |

### Notoriété
En décembre 2009, selon un sondage LH2, seuls 20 % des Rhônalpins citent spontanément
Jean-Jack Queyranne lorsqu'on leur demande le nom de leur président de région, soit une notoriété inférieure à la moyenne nationale, tandis que 28 % des personnes interrogées déclarent que le Conseil régional est dirigé par la droite (46 % en Haute-Savoie), ce qui confirme le déficit de notoriété du Conseil régional auprès des électeurs.

## Résultats

### Régionaux
| Tête de liste  | Tête de liste        | Liste                         | Premier tour | Premier tour | Second tour | Second tour | Sièges | Sièges |
| Tête de liste  | Tête de liste        | Liste                         | #            | %            | #           | %           | #      | %      |
| -------------- | -------------------- | ----------------------------- | ------------ | ------------ | ----------- | ----------- | ------ | ------ |
|                | Françoise Grossetête | Majorité présidentielle       | 450 914      | 26,39        | 666 428     | 34,02       | 40     | 25,48  |
|                | Jean-Jack Queyranne* | PS et alliés                  | 433 964      | 25,40        | 994 372     | 50,76       | 100    | 63,69  |
|                | Philippe Meirieu     | EE                            | 304 541      | 17,82        | 994 372     | 50,76       | 100    | 63,69  |
|                | Élisa Martin         | FG - Alternatifs - PCOF - DVG | 107 761      | 6,31         | 994 372     | 50,76       | 100    | 63,69  |
|                | Bruno Gollnisch      | FN                            | 239 330      | 14,00        | 298 281     | 15,23       | 17     | 10,83  |
|                | Azouz Begag          | MoDem                         | 73 920       | 4,33         |             |             |        |        |
|                | Myriam Combet        | NPA                           | 41 539       | 2,43         |             |             |        |        |
|                | Michel Dulac         | Autres Listes                 | 32 467       | 1,90         |             |             |        |        |
|                | Nathalie Arthaud     | LO                            | 24 287       | 1,42         |             |             |        |        |
|                |                      |                               |              |              |             |             |        |        |
| Inscrits       | Inscrits             | Inscrits                      | 4 092 169    | 100,00       | 4 094 633   | 100,00      |        |        |
| Abstention     | Abstention           | Abstention                    | 2 328 240    | 56,87        | 2 067 099   | 50,48       |        |        |
| Votants        | Votants              | Votants                       | 1 765 929    | 43,13        | 2 027 534   | 49,52       |        |        |
| Blancs et nuls | Blancs et nuls       | Blancs et nuls                | 58 372       | 3,24         | 68 453      | 3,38        |        |        |
| Exprimés       | Exprimés             | Exprimés                      | 1 708 877    | 96,76        | 1 959 081   | 96,62       |        |        |

* liste du président sortant

### Départementaux

#### Ain
| Tête de liste  | Tête de liste          | Liste                         | Premier tour | Premier tour | Second tour | Second tour | Sièges | Sièges |
| Tête de liste  | Tête de liste          | Liste                         | #            | %            | #           | %           | #      | %      |
| -------------- | ---------------------- | ----------------------------- | ------------ | ------------ | ----------- | ----------- | ------ | ------ |
|                | Damien Abad            | Majorité présidentielle       | 42 242       | 27,80        | 63 548      | 36,07       | 4      | 28,57  |
|                | Jean-François Debat*   | PS et alliés                  | 38 910       | 25,54        | 83 300      | 47,28       | 8      | 57,14  |
|                | Alain Chabrolle        | EE                            | 24 558       | 16,12        | 83 300      | 47,28       | 8      | 57,14  |
|                | Katia Philippe         | FG - Alternatifs - PCOF - DVG | 7 558        | 4,96         | 83 300      | 47,28       | 8      | 57,14  |
|                | Olivier Wyssa          | FN                            | 23 769       | 15,60        | 29 331      | 16,65       | 2      | 14,29  |
|                | Fabienne Faure         | MoDem                         | 6 433        | 4,22         |             |             |        |        |
|                | Astrid Chatelet        | Autres Listes                 | 3 425        | 2,25         |             |             |        |        |
|                | Carole Guenard-Gerbaud | NPA                           | 3 214        | 2,11         |             |             |        |        |
|                | Vincent Goutagny       | LO                            | 2 116        | 1,39         |             |             |        |        |
|                |                        |                               |              |              |             |             |        |        |
| Inscrits       | Inscrits               | Inscrits                      | 378 424      | 100,00       | 378 424     | 100,00      |        |        |
| Abstention     | Abstention             | Abstention                    | 220 215      | 58,19        | 195 582     | 51,68       |        |        |
| Votants        | Votants                | Votants                       | 158 209      | 41,81        | 182 842     | 48,32       |        |        |
| Blancs et nuls | Blancs et nuls         | Blancs et nuls                | 5 884        | 1,55         | 6 663       | 3,64        |        |        |
| Exprimés       | Exprimés               | Exprimés                      | 152 325      | 40,25        | 176 179     | 96,36       |        |        |

* liste du président sortant

#### Ardèche
| Tête de liste  | Tête de liste        | Liste                         | Premier tour | Premier tour | Second tour | Second tour | Sièges | Sièges |
| Tête de liste  | Tête de liste        | Liste                         | #            | %            | #           | %           | #      | %      |
| -------------- | -------------------- | ----------------------------- | ------------ | ------------ | ----------- | ----------- | ------ | ------ |
|                | Hervé Saulignac*     | PS et alliés                  | 30 041       | 26,99        | 68 090      | 53,84       | 7      | 70,00  |
|                | Olivier Keller       | EE                            | 16 893       | 15,18        | 68 090      | 53,84       | 7      | 70,00  |
|                | François Jacquart    | FG - Alternatifs - PCOF - DVG | 10 161       | 9,13         | 68 090      | 53,84       | 7      | 70,00  |
|                | Mathieu Darnaud      | Majorité présidentielle       | 27 397       | 24,62        | 39 823      | 31,49       | 2      | 20,00  |
|                | Christian Grangis    | FN                            | 14 589       | 13,11        | 18 549      | 14,67       | 1      | 10,00  |
|                | Dominique Chambon    | MoDem                         | 4 819        | 4,33         |             |             |        |        |
|                | Stéphane Moulain     | NPA                           | 3 466        | 3,11         |             |             |        |        |
|                | Alain Chatelet       | Autres Listes                 | 2 029        | 1,82         |             |             |        |        |
|                | Christophe Marchisio | LO                            | 1 902        | 1,71         |             |             |        |        |
|                |                      |                               |              |              |             |             |        |        |
| Inscrits       | Inscrits             | Inscrits                      | 238 202      | 100,00       | 238 352     | 100,00      |        |        |
| Abstention     | Abstention           | Abstention                    | 121 636      | 51,06        | 106 211     | 44,56       |        |        |
| Votants        | Votants              | Votants                       | 116 566      | 48,94        | 132 141     | 55,44       |        |        |
| Blancs et nuls | Blancs et nuls       | Blancs et nuls                | 5 269        | 4,52         | 5 679       | 4,30        |        |        |
| Exprimés       | Exprimés             | Exprimés                      | 111 297      | 95,48        | 126 462     | 95,70       |        |        |

* liste du président sortant

#### Drôme
| Tête de liste  | Tête de liste         | Liste                         | Premier tour | Premier tour | Second tour | Second tour | Sièges | Sièges |
| Tête de liste  | Tête de liste         | Liste                         | #            | %            | #           | %           | #      | %      |
| -------------- | --------------------- | ----------------------------- | ------------ | ------------ | ----------- | ----------- | ------ | ------ |
|                | Marie-Pierre Mouton   | Majorité présidentielle       | 39 414       | 25,68        | 57 619      | 32,74       | 3      | 23,08  |
|                | Michel Grégoire*      | PS et alliés                  | 38 430       | 25,04        | 89 314      | 50,75       | 9      | 69,23  |
|                | Jean-Marie Chosson    | EE                            | 27 053       | 17,63        | 89 314      | 50,75       | 9      | 69,23  |
|                | Corinne Morel Darleux | FG - Alternatifs - PCOF - DVG | 10 311       | 6,72         | 89 314      | 50,75       | 9      | 69,23  |
|                | Joël Cheval           | FN                            | 22 899       | 14,92        | 29 069      | 16,52       | 1      | 7,69   |
|                | Rosalie Kerdo-Bélibi  | MoDem                         | 5 946        | 3,87         |             |             |        |        |
|                | Ghislaine Carle       | NPA                           | 3 904        | 2,54         |             |             |        |        |
|                | Guillaume Pouppa      | Autres Listes                 | 2 945        | 1,92         |             |             |        |        |
|                | Adèle Kopff           | LO                            | 2 566        | 1,67         |             |             |        |        |
|                |                       |                               |              |              |             |             |        |        |
| Inscrits       | Inscrits              | Inscrits                      | 343 717      | 100,00       | 343 810     | 100,00      |        |        |
| Abstention     | Abstention            | Abstention                    | 183 750      | 53,46        | 160 611     | 46,72       |        |        |
| Votants        | Votants               | Votants                       | 159 967      | 46,54        | 183 199     | 53,28       |        |        |
| Blancs et nuls | Blancs et nuls        | Blancs et nuls                | 6 499        | 4,06         | 7 197       | 3,93        |        |        |
| Exprimés       | Exprimés              | Exprimés                      | 153 468      | 95,94        | 176 002     | 96,07       |        |        |

* liste du président sortant

#### Isère
| Tête de liste  | Tête de liste       | Liste                         | Premier tour | Premier tour | Second tour | Second tour | Sièges | Sièges |
| Tête de liste  | Tête de liste       | Liste                         | #            | %            | #           | %           | #      | %      |
| -------------- | ------------------- | ----------------------------- | ------------ | ------------ | ----------- | ----------- | ------ | ------ |
|                | Bernard Soulage*    | PS et alliés                  | 90 539       | 27,29        | 212 617     | 55,97       | 21     | 68,75  |
|                | Marie-Odile Novelli | EE                            | 63 980       | 19,29        | 212 617     | 55,97       | 21     | 68,75  |
|                | François Auguste    | FG - Alternatifs - PCOF - DVG | 25 470       | 7,68         | 212 617     | 55,97       | 21     | 68,75  |
|                | Fabrice Marchiol    | Majorité présidentielle       | 74 914       | 22,58        | 112 153     | 29,52       | 7      | 21,88  |
|                | Maurice Faurobert   | FN                            | 43 532       | 13,12        | 55 117      | 14,51       | 3      | 9,57   |
|                | Morad Bachir Chérif | MoDem                         | 13 322       | 4,02         |             |             |        |        |
|                | François Marchive   | NPA                           | 8 618        | 2,60         |             |             |        |        |
|                | Éric Silvestrini    | Autres Listes                 | 6 470        | 1,95         |             |             |        |        |
|                | Chantal Gomez       | LO                            | 4 871        | 1,47         |             |             |        |        |
|                |                     |                               |              |              |             |             |        |        |
| Inscrits       | Inscrits            | Inscrits                      | 795 901      | 100,00       | 796 056     | 100,00      |        |        |
| Abstention     | Abstention          | Abstention                    | 454 490      | 57,10        | 403 671     | 50,71       |        |        |
| Votants        | Votants             | Votants                       | 341 411      | 42,90        | 392 385     | 49,29       |        |        |
| Blancs et nuls | Blancs et nuls      | Blancs et nuls                | 9 695        | 2,84         | 12 498      | 3,19        |        |        |
| Exprimés       | Exprimés            | Exprimés                      | 331 716      | 97,16        | 379 887     | 96,81       |        |        |

* liste du président sortant

#### Loire
| Tête de liste  | Tête de liste        | Liste                         | Premier tour | Premier tour | Second tour | Second tour | Sièges | Sièges |
| Tête de liste  | Tête de liste        | Liste                         | #            | %            | #           | %           | #      | %      |
| -------------- | -------------------- | ----------------------------- | ------------ | ------------ | ----------- | ----------- | ------ | ------ |
|                | Françoise Grossetête | Majorité présidentielle       | 53 516       | 25,62        | 78 508      | 31,98       | 5      | 25,00  |
|                | Jean-Louis Gagnaire* | PS et alliés                  | 52 843       | 25,30        | 121 719     | 49,58       | 12     | 60,00  |
|                | Lela Bencharif       | EE                            | 29 351       | 14,05        | 121 719     | 49,58       | 12     | 60,00  |
|                | Cécile Cukierman     | FG - Alternatifs - PCOF - DVG | 14 791       | 7,08         | 121 719     | 49,58       | 12     | 60,00  |
|                | Charles Perrot       | FN                            | 35 414       | 16,95        | 45 277      | 18,44       | 3      | 15,00  |
|                | Denis Chambe         | MoDem                         | 9 206        | 4,41         |             |             |        |        |
|                | Denis Rivier         | NPA                           | 5 747        | 2,75         |             |             |        |        |
|                | Joël Vachez          | Autres Listes                 | 4 182        | 2,00         |             |             |        |        |
|                | André Moulin         | LO                            | 3 838        | 1,84         |             |             |        |        |
|                |                      |                               |              |              |             |             |        |        |
| Inscrits       | Inscrits             | Inscrits                      | 503 207      | 100,00       | 503 162     | 100,00      |        |        |
| Abstention     | Abstention           | Abstention                    | 286 236      | 56,88        | 248 380     | 49,36       |        |        |
| Votants        | Votants              | Votants                       | 216 971      | 43,12        | 254 782     | 50,64       |        |        |
| Blancs et nuls | Blancs et nuls       | Blancs et nuls                | 8 083        | 3,73         | 9 278       | 3,64        |        |        |
| Exprimés       | Exprimés             | Exprimés                      | 208 888      | 96,27        | 245 504     | 96,36       |        |        |

* liste du président sortant

#### Rhône
| Tête de liste  | Tête de liste              | Liste                         | Premier tour | Premier tour | Second tour | Second tour | Sièges | Sièges |
| Tête de liste  | Tête de liste              | Liste                         | #            | %            | #           | %           | #      | %      |
| -------------- | -------------------------- | ----------------------------- | ------------ | ------------ | ----------- | ----------- | ------ | ------ |
|                | Nora Berra                 | Majorité présidentielle       | 123 224      | 27,97        | 177 570     | 35,70       | 11     | 27,50  |
|                | Jean-Jack Queyranne*       | PS et alliés                  | 112 388      | 25,51        | 249 833     | 50,22       | 25     | 62,50  |
|                | Véronique Moreira          | EE                            | 80 030       | 18,17        | 249 833     | 50,22       | 25     | 62,50  |
|                | Marie-France Vieux-Marcaud | FG - Alternatifs - PCOF - DVG | 23 834       | 5,41         | 249 833     | 50,22       | 25     | 62,50  |
|                | Bruno Gollnisch            | FN                            | 58 680       | 13,32        | 70 035      | 14,08       | 4      | 10,00  |
|                | Azouz Begag                | MoDem                         | 20 699       | 4,70         |             |             |        |        |
|                | Catherine Faivre-D'Arcier  | NPA                           | 8 977        | 2,04         |             |             |        |        |
|                | Michel Dulac               | Autres Listes                 | 7 377        | 1,67         |             |             |        |        |
|                | Nathalie Arthaud           | LO                            | 5 286        | 1,20         |             |             |        |        |
|                |                            |                               |              |              |             |             |        |        |
| Inscrits       | Inscrits                   | Inscrits                      | 1 056 429    | 100,00       | 1 056 598   | 100,00      |        |        |
| Abstention     | Abstention                 | Abstention                    | 605 473      | 57,31        | 545 159     | 51,60       |        |        |
| Votants        | Votants                    | Votants                       | 450 956      | 42,69        | 511 439     | 48,40       |        |        |
| Blancs et nuls | Blancs et nuls             | Blancs et nuls                | 10 461       | 2,32         | 14 001      | 2,74        |        |        |
| Exprimés       | Exprimés                   | Exprimés                      | 440 495      | 97,68        | 497 438     | 97,26       |        |        |

* liste du président sortant

#### Savoie
| Tête de liste  | Tête de liste       | Liste                         | Premier tour | Premier tour | Second tour | Second tour | Sièges | Sièges |
| Tête de liste  | Tête de liste       | Liste                         | #            | %            | #           | %           | #      | %      |
| -------------- | ------------------- | ----------------------------- | ------------ | ------------ | ----------- | ----------- | ------ | ------ |
|                | Christian Rochette  | Majorité présidentielle       | 32 978       | 26,84        | 48 635      | 34,71       | 3      | 27,27  |
|                | Bernadette Laclais* | PS et alliés                  | 31 112       | 25,33        | 71 713      | 51,18       | 7      | 63,64  |
|                | Yves Paccalet       | EE                            | 23 467       | 19,10        | 71 713      | 51,18       | 7      | 63,64  |
|                | Antoine Fatiga      | FG - Alternatifs - PCOF - DVG | 8 083        | 6,58         | 71 713      | 51,18       | 7      | 63,64  |
|                | Jacques Vassieux    | FN                            | 15 639       | 12,73        | 19 782      | 14,12       | 1      | 9,09   |
|                | Marina Ferrari      | MoDem                         | 4 723        | 3,84         |             |             |        |        |
|                | Myriam Combet       | NPA                           | 3 304        | 2,69         |             |             |        |        |
|                | Pierre Prividal     | Autres Listes                 | 1 980        | 1,61         |             |             |        |        |
|                | Élisabeth Thomas    | LO                            | 1 560        | 1,27         |             |             |        |        |
|                |                     |                               |              |              |             |             |        |        |
| Inscrits       | Inscrits            | Inscrits                      | 292 063      | 100,00       | 292 054     | 100,00      |        |        |
| Abstention     | Abstention          | Abstention                    | 164 881      | 56,45        | 147 023     | 50,34       |        |        |
| Votants        | Votants             | Votants                       | 127 182      | 43,55        | 145 031     | 49,66       |        |        |
| Blancs et nuls | Blancs et nuls      | Blancs et nuls                | 4 336        | 3,41         | 4 901       | 3,38        |        |        |
| Exprimés       | Exprimés            | Exprimés                      | 122 846      | 96,59        | 140 130     | 96,62       |        |        |

* liste du président sortant

#### Haute-Savoie
| Tête de liste  | Tête de liste             | Liste                         | Premier tour | Premier tour | Second tour | Second tour | Sièges | Sièges |
| Tête de liste  | Tête de liste             | Liste                         | #            | %            | #           | %           | #      | %      |
| -------------- | ------------------------- | ----------------------------- | ------------ | ------------ | ----------- | ----------- | ------ | ------ |
|                | Jean-Claude Carle         | Majorité présidentielle       | 57 129       | 30,44        | 88 572      | 40,73       | 5      | 29,41  |
|                | Sylvie Gillet de Thorey*  | PS et alliés                  | 39 701       | 21,16        | 97 786      | 44,96       | 10     | 58,82  |
|                | Claude Comet              | EE                            | 39 209       | 20,89        | 97 786      | 44,96       | 10     | 58,82  |
|                | Gilles Ravache            | FG - Alternatifs - PCOF - DVG | 7 553        | 4,02         | 97 786      | 44,96       | 10     | 58,82  |
|                | Dominique Martin          | FN                            | 24 779       | 13,20        | 31 121      | 14,31       | 2      | 11,77  |
|                | Antoine Vieillard         | MoDem                         | 8 772        | 4,67         |             |             |        |        |
|                | Sébastien Di Nicolantonio | NPA                           | 4 309        | 2,30         |             |             |        |        |
|                | Alain Guillon             | Autres Listes                 | 4 059        | 2,16         |             |             |        |        |
|                | Jean-Paul Mace            | LO                            | 2 148        | 1,14         |             |             |        |        |
|                |                           |                               |              |              |             |             |        |        |
| Inscrits       | Inscrits                  | Inscrits                      | 486 226      | 100,00       | 486 177     | 100,00      |        |        |
| Abstention     | Abstention                | Abstention                    | 291 559      | 59,96        | 260 462     | 53,57       |        |        |
| Votants        | Votants                   | Votants                       | 194 667      | 40,04        | 225 715     | 46,43       |        |        |
| Blancs et nuls | Blancs et nuls            | Blancs et nuls                | 7 008        | 3,60         | 8 236       | 3,65        |        |        |
| Exprimés       | Exprimés                  | Exprimés                      | 187 659      | 96,40        | 217 479     | 96,35       |        |        |

* liste du président sortant

### Analyse
Les élections en Rhône-Alpes sont marquées par plusieurs tendances :
La droite parlementaire, avec Françoise Grossetête, arrive en tête au premier tour avec un score de 26,4 %. Elle est cependant en difficulté, car talonnée par le PS, qui dispose d'importantes réserves de voix à gauche et est parvenu à fusionner sa liste avec celle d'Europe Écologie et du Front de gauche pour le second tour. Le maintien de la liste FN au second tour a également contribué à réduire la marge de manœuvre de la droite.
Au second tour, la liste PS s'impose avec une majorité absolue de suffrages exprimés contre la liste de l'UMP et la liste du FN. 
Le scrutin a donc été marqué par une forte progression des forces de gauche par rapport à l'élection précédente, en 2004. La droite parlementaire, qui dirigeait la région avant 2004, poursuit son érosion. Quant au Front national, s'il accuse une forte baisse entre les deux élections régionales, son résultat est très nettement supérieur à ceux des élections européennes de 2009.